# Jordanita
Genre
Jordanita est un genre de Lépidoptères de la famille des Zygaenidae.

## Liste des espèces
Selon GBIF (27 juin 2021) :
- Jordanita algirica (Rothschild, 1917)
- Jordanita anatolica (Naufock, 1929)
- Jordanita budensis (Ad. & Au.Speyer, 1858)
- Jordanita chloros (Hübner, 1813)
- Jordanita fazekasi Efetov, 1998
- Jordanita globulariae (Hübner, 1793)
- Jordanita graeca (Jordan, 1907)
- Jordanita hispanica (Alberti, 1937)
- Jordanita notata (Zeller, 1847)
- Jordanita paupera (Christoph, 1887)
- Jordanita subsolana (Staudinger, 1862)
- Jordanita tenuicornis (Zeller, 1847)
- Jordanita vartianae (Malicky, 1961)
- Jordanita volgensis (Moschler, 1862)

## Systématique
Le nom scientifique de ce taxon est Jordanita, choisi par l'entomologiste italien Ruggero Verity, en 1946.
Jordanita a pour synonyme :
- Jordanita Efetov & Tarmann, 1999